# Shall We Dance? (film, 2004)
Pour les articles homonymes, voir Shall We Dance?.
Cet article concerne le film de Peter Chelsom. Pour le film de Masayuki Suo, voir Shall We Dance?.
Pour plus de détails, voir Fiche technique et Distribution.
Shall We Dance?, ou La nouvelle vie de Monsieur Clark en Belgique, ou Si on dansait ? au Québec, est un film américain réalisé par Peter Chelsom, sorti en 2004.

## Synopsis
John Clark (Richard Gere) est un homme accaparé par un travail épanouissant, il a une épouse aimante Beverly (Susan Sarandon) et une famille affectueuse. Mais il ressent un manque, un ennui qu'il ne peut s'expliquer. Chaque soir, sur le trajet du retour qui le mène à travers la ville de Chicago, John voit une belle femme, Paulina (Jennifer Lopez), regarder fixement par la fenêtre d'un studio de danse. L'homme se sent attiré par l'idée de suivre des cours de danse et un soir, impulsivement, il s'inscrit aux cours de Paulina. La jeune femme se montre sèche et réprobatrice, pensant qu'il cherchait une galante compagnie. Mais elle est vite détrompée devant la motivation de John, qui cherche l'épanouissement à travers la danse.
Sans dévoiler cette nouvelle obsession à sa famille et ses collègues, John s'exerce fiévreusement pour le plus grand concours de danse de Chicago. Son amitié avec Paulina s'épanouit, tandis que son enthousiasme rallume sa propre passion perdue pour la danse. Mais plus John passe du temps loin de la maison, plus Beverly devient soupçonneuse. Son secret étant sur le point d'être révélé, John doit jouer des coudes pour continuer son rêve et réaliser ce à quoi il aspire vraiment.

## Fiche technique
- Titre français : Shall We Dance? ou La nouvelle vie de Monsieur Clark en Belgique
- Titre québécois : Si on dansait ?
- Titre original : Shall We Dance?
- Réalisation : Peter Chelsom
- Producteurs : Simon Fields, Bob Weinstein, Harvey Weinstein, James Tyler
- Scénaristes : Masayuki Suo (scénario original), Audrey Wells
- Musique : John Altman, Gabriel Yared
- Chorégraphie : John O'Connell
- Directeur de la photographie : John de Borman
- Montage : Robert Leighton
- Distribution : Miramax Films
- Pays de production :  États-Unis
- Langue originale : anglais
- Budget : 50 millions $ US (36 709 237,15 €)
- Recettes : 170,1 million $ US (124 884 824,77 €)
- Durée : 106 minutes
- Dates de sortie :
  - États-Unis : 15 octobre 2004
  - France : 4 mai 2005

## Distribution
- Richard Gere (VF : Richard Darbois ; VQ : Jean-Luc Montminy) : John Clark
- Jennifer Lopez (VF : Agnès Manoury ; VQ : Hélène Mondoux) : Paulina
- Susan Sarandon (VF : Béatrice Delfe ; VQ : Claudine Chatel) : Beverly Clark
- Stanley Tucci (VF : Pascal Germain ; VQ : Daniel Lesourd) : Link Peterson
- Lisa Ann Walter (VF : Michèle Buzynski ; VQ : Carole Chatel) : Bobbie
- Bobby Cannavale (VF : Maurice Decoster ; VQ : Jean-François Beaupré) : Chic
- Omar Benson Miller (VF : Jean-Jacques Nervest ; VQ : Stéphane Rivard) : Vern
- Anita Gillette (VF : Danièle Hazan ; VQ : Élizabeth Chouvalidzé) : Mlle Mitzi
- Richard Jenkins (VF : Philippe Dumond ; VQ : Guy Nadon) : Devine
- Nick Cannon (VF : ?) : Scottie
- Onalee Ames : Diane
- Tamara Hope (VF : Edwige Lemoine) : Jenna Clark, fille de John et Beverly
- Stark Sands : Evan Clark, fis de John et Beverly
- Mya Harrison : la fiancée de Vern
- John 'Cha Cha' O'Connell (VF : Constantin Pappas) : le juge
- Léo Balaguer : Jack Dimond
- Jean-Marc Généreux : un danseur
- France Mousseau : une danseuse

## Commentaires
- Le film a été tourné à Winnipeg (Canada) et à Chicago (États-Unis).
- Le film est basé sur un film japonais de 1996 du même nom, produit par Masayuki Suo. C'est un remake plutôt fidèle qui suit quasiment le synopsis de la version originale.
- Dans une scène, Richard Gere regarde à la télévision le numéro Girl Hunt Ballet, avec Fred Astaire et Cyd Charisse, extrait du film musical Tous en scène (1953).